# ليوبارد 2 إي
ليوبارد 2 إي (يرمز الحرف E بالاسبانية إلىEspaña أي إسبانية) هي دبابة قتال رئيسية مختلفة عن نسختها الألمانية ليوبارد 2، أنتجت لتلبي حاجة الجيش الإسباني وذلك كجزءٍ من برنامج التطوير في المعدات الحربية المسمى برنامج كورزيا أو برنامج الدرع. بدأ برنامج صنع ليوبارد 2 إي في عام 1994 بعد خمس سنوات من إلغاء برنامج دبابة لينس الذي عانى من اتفاقية نقل 108 دبابات ليوبارد 4 أي 2 إلى الجيش الإسباني في عام 1998 وبُدء بإنتاجها محلياً في ديسمبر من عام 2003، يُعزَى التأخير في الإنتاج إلى عام 2003 إلى الاتحاد بين جنرال ديناميكس وسانتا باربرا سيستيماس واستمرار الأعطال الفنية.
ليوبارد 2 إي هي نسخة مطورة جداً عن دبابة إم-60 باتون واستغرق تطويرها حوالي 2.6 مليون ساعة عمل وبكلفة 2.4 بليون يورو ما يجعلها إحدى أغلى دبابات ليوبارد 2. وصل الإنتاج المحلي إلى 60% من مجموع قطع الدبابة وكانت الدبابات تجمع محلياً في إشبيلية من قبل سانتا باربرا سيستيماس.
تمتاز الدبابة بدرعٍ أسمك عند البرج والمقدمة من دبابة ليوبارد 2 إي 6 الألمانية وتستخدم نظام تحكم وقيادة إسباني التصميم مشابه للنظام الموجود عند ليوبارد 2. يُتوقع أن تظل ليوبارد 2 إي في الخدمة لعام 2025.

## البرامج العسكرية الإسبانية من عام1987 - 1993
في عام 1987 كان الجيش الإسباني يملك 299 دبابة أي أم أكس-30 أي فرنسية التصميم تجميع وإنتاج سانتا باربرا سيستيماس، و552 دبابة من طراز إم 47 وطراز إم 48 باتون الأمريكيتين. وُضِعَت دبابات أي أم أكس - 30 أي في الخدمة عام 1970‏، بينما أُدخِلت دبابات باتون في الخدمة أواسطَ الخمسينيات. ومع أن الجيش الإسباني طوَّرَ دبابات إم 47 وإم 48 إلى إم 47-إي وإم 48-إي موصلاً قوتهما إلى ما يوازي قوة الدبابة إم-60 باتون إلا أن الجيش الإسباني يعتبرها من الطراز العتيق. قررت الحكومة الإسبانية عام 1984 استبدال دبابات باتون وأعلنت عن نيتها إنتاج نوع جديد من دبابات القتال الرئيسية محلياً، التي عرفت في ذلك الوقت باسم لينس. أبدت خمس شركات اهتمامها على الفور بالمضاربة في المشروع. منها شركة كراوس مافيي بالشراكة مع سانتا باربرا سيستيماس، وجيات التي اقترحت دبابة لوكلير، وجنرال ديناميكس التي اقترحت إم1 أبرامز وفيكرز إلا أن عرض هاتين الدباباتين تم رفضهما. استمرت المزايدة حتى أُلغِيَت رسميًا عام 1989.
بدلاً من ذلك، قررت الحكومة الإسبانية تغيير دبابات باتون الأقدم بدبابة إم - 60 باتون الأمريكية المتقاعدة من أوروبا الوسطى في معاهدة الأعراف المتبعة في القوات المسلحة في أوروبا. رغم أنه كان من المفترض أن يستلم الجيش الإسباني 532 دبابة إم - 60 وإم - 60 - أي 1‏، إلا أنه لم يستلم إلا 260 دبابة من نوع إم - 60 باتون أي 3 في النهاية، ووضعت 244 منها في الخدمة. صادقت وزارة الدفاع الإسبانية على برنامج تحديث 150 دبابة أي أم أكس - 30 أي وبرنامج إعادة تشكيل 149 دبابة المتبقية من هذا النوع أواخر عام 1980، بهدف إعادتها إلى وضعها الأصلي. لكن لم تُحدّث أي من الدبابتين إم - 60 باتون أو أي أم أكس - 30 بشكل أكبر من الأسطول الإسباني من دبابات إم 47 وإم 48 باتون.

## برنامج كورزيا
في مارس 1944، أنشأت وزارة الدفاع الإسبانية برنامج كورزيا 2000 (برنامج درع الصدر 2000)، والذي ركز على تأمين وتوحيد معدات جديدة لتحديث الجيش الإسباني، تضمن البرنامج دبابة ليوبارد 2 إي ومركبة بيزارو المستخدمة للصدام مع المشاة (بالإنكليزية:Pizarro infantry combat vehicle)، والمروحية الهجومية يوروكوبتر تايغر، توسّع البرنامج ليشمل دبابات ليوبارد 108 2 أي 4، والتي تم تأجيرها للجيش الإسباني في آواخر عام 1995. فضلاً عن التأمين، كان من المفترض منطقياً من برنامج كورزيا أن يُجهز الجيش الإسباني من أجل إنتاج أدوات حربية جديدة.

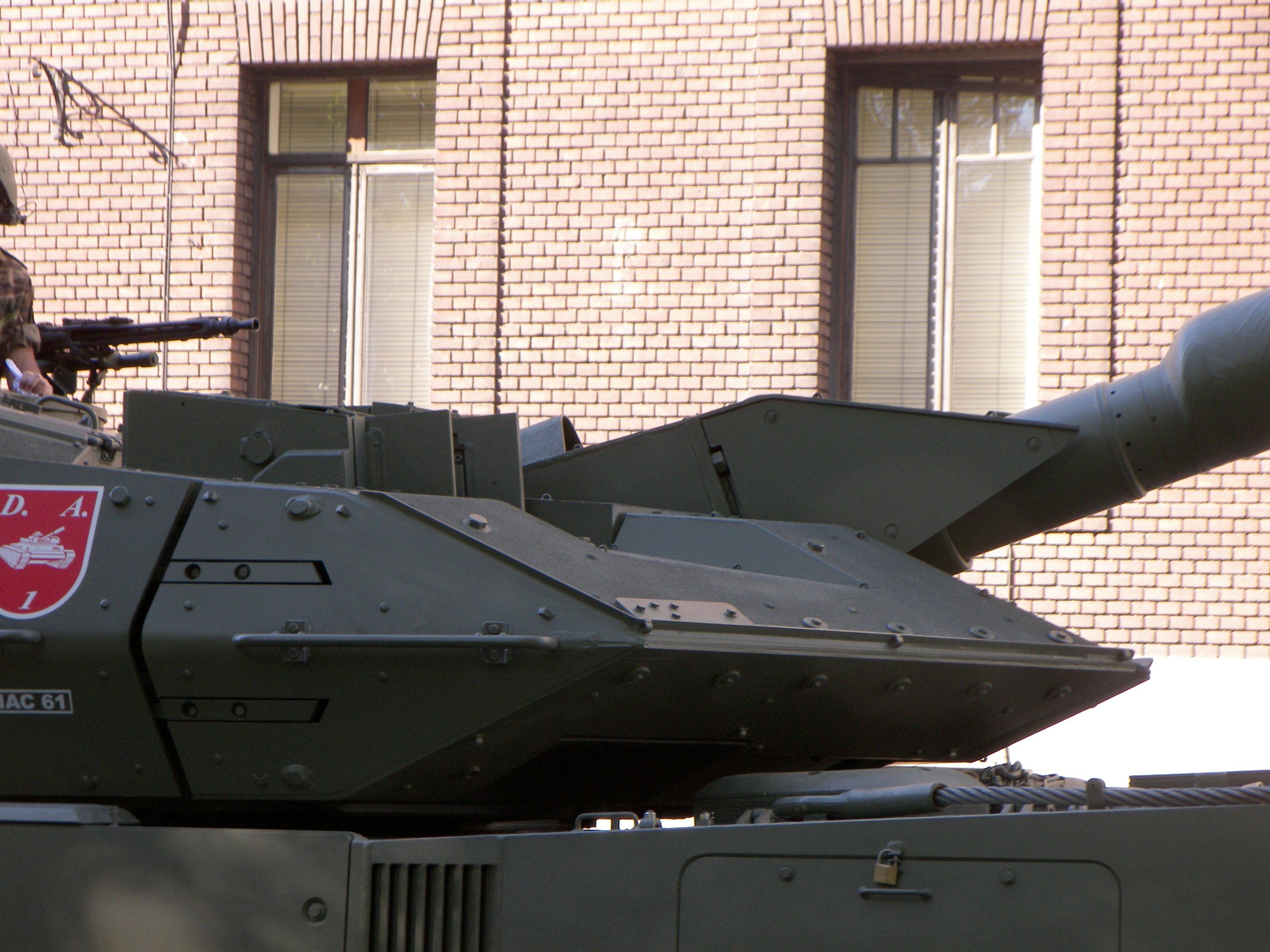
نظرة قريبة لبرج ليوبارد 2 إي المدرع

### ليوبارد 2 أي 4

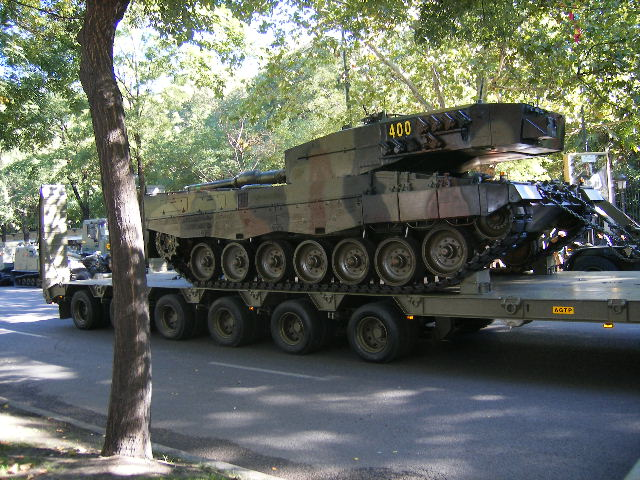
الدبابة الإسبانية ليوبارد 2أي4 في مدريد، أكتوبر2006

في 9 يونيو 1995 وُقّعت مذكرة تفاهم بين الحكومتين الألمانية والإسبانية لتأسيس قاعدة لبناء 308 دبابة جديدة بالكامل من نوع ليوبارد 2 إي، تُجمع في إسبانيا من قبل شركة سانتا باربرا سيستيماس، بحيث تكون 60 - 70% من مكوناتها من إنتاج شركات إسبانية. بدأ التصنيع ما بين عامي 1998-2003. إضافة إلى ذلك، وافقت الحكومة الألمانية على تأجير الجيش الإسباني 108 من دبابات ليوبارد 2 أي 4 لأغراض تدريبية لمدة خمس سنوات. هذه المركبات سوف ترسل بين نوفمبر 1995 ويونيو 1996. في عام 1998، تخلت إسبانيا عن دبابات ليوبارد 2 أي 4 وتم تخفيف الإنتاج من الدبابات الجديدة ليوبارد 2 إي إلى 219 مركبة. في عام 2005 أعلنتإسبانياأن 108 دبابة ليوبارد 2 أي 4 كلفتها 16.9 مليون يورو تدفعها عام 2016.
ترافق دبابات ليوبارد 2 أي 4 الفرقة العاشرة والفرقة الحادية عشرة من المشاة المسلحين بالبنادق الألية،والتي تشكل جزءاً من الفيلق الأوروبي (بالإنكليزية: Eurocorps). بعد بدأ إنتاج دبابة ليوبارد 2 إي رافقت الفرق سابقة الذكر هذه الدبابات، ورافقت دبابات ليوبارد 2 أي 4 فوج الفرسان المسلح «الكانتارا» (Alcántara)، والموجود في مدينة مليلية.
استُوحيَ تصميم دبابة ليوبارد الإسبانية من دبابة ليوبارد 2 أي 6، وأدخلت إضافة على درع البرج مثل دبابة ليوبارد 2 أي 5. تضاعف هذه الإضافة عمق المسافة التي يجب على قذيفة الثاقبة قطعها لتدخل إلى البرج. كما في الدبابة السويدية ليوبارد 2 أس، ضاعفت ليوبارد 2 أي سماكة صفائح الدرع المائل وقوس البرج الأمامي وقمة البرج، ليصل وزن الدبابة إلى 63 طن (69.4 طن أمريكي). تُوضَع الحماية المتمثلة في زيادة التدريع أثناء عملية التصنيع، ولا تضاف بعد عملية التجميع كما في الدبابات الألمانية ليوبارد 2 أي 5 و2 أي 6. ونتيجة لذلك فدبابة ليوبارد 2 إي هي أفضل نسخة صُنِعََت من نسخ دبابة ليوبارد 2.
تُسَّلح الدبابة بمدفع راينميتال 120 مم، وقابلة للتطوير بمدفع 140 مم (5.5 إنش). يملك كلٌ من قائد ورامي الدبابة منظاراً من الجيل الثاني ذا رؤية حرارية لقيادة نظام إطلاق الصواريخ تاو 2 بي. أدخِلَت هذه التعديلات بواسطة إندرا سيستيماس وراينميتال. شركة إندرا توفر نظام التحكم والقيادة للدبابة، ويُسَّمَى جهاز المعلومات والقيادة (LINCE)، وهو مستوحى من التصميم الألماني والسويدي المسمى Integrierte Führungssysteme. من الاختلافات الأخرى بين دبابات ليوبارد 2 إي الإسبانية وليوبارد 2 أي 6 وحدة توليد الطاقة ونظام التكييف والحشوة المطاطية الجديدة لإطارات المركبة والتي تساهم في زيادة عمرها أثناء السير على تضاريس إسبانيا المختلفة. صُنعت حوالي 60% من القطع في إسبانيا، على عكس الدبابة السويدية ليوبارد 2 أس التي صُنع منها 30% من مكوناتها فقط في السويد.
كان توقيع آخر عقد لإنتاج دبابة ليوبارد 2 إي في عام 1998، بمعدل إنتاج أربع دبابات بالشهر، في أواخر عام 2003 صُنعت أول دبابة ليوبارد 2 إي، ويُعزَى ذلك بشكل كبير إلى اندماج الشركتين سانتا باربرا سيستيماس وجنرال ديناميكس، وتحفُّظ كرواس - مافي على مشاركة تقنية دبابة ليوبارد 2 إي مع الشركة المنافسة المصنعة للدبابة إم 1 أبرامز. كرواس - مافي سلّمت 30 دبابة ليوبارد 2 إي مابين عامي 2003-2006. الإنتاج من قبل سانتا باربرا سيستيماس تأخر بعد بدأ التجميع، على سبيل المثال، بين يناير ونوفمبر 2007 سلّمت 3 دبابات فقط إلى الجيش الإسباني من أصل 43 دبابة ليوبارد 2 إي كان يجب تسليمها مع 15 دبابة سلّمت قبل نهاية السنة للتعويض عن مشاكل الإنتاج المبكرة. في 1يوليو من عام 2006 تلقى الجيش الإسباني 48 ليوبارد 2 إي وتسع مركبات مدرعة لإصلاح الدبابات من نوع بافلو، والتي كانت جزءاً من ربع العقد. كان مخططاً لإنتاج دبابة ليوبارد 2 إي أن ينتهي عام 2007 لكن تم تمديده إلى عام 2008.
تم استبدال دبابة ليوبارد 2 أي 4 بدبابة ليوبارد 2 إي في وحدات المدرعة الإسبانية، والتي بدورها استبدلت دبابات إم - 60 باتون في وحدات الفرسان، كلا النسختين من ليوبارد 2 يتوقع أن تظل في الخدمة بالجيش الإسباني حتى عام 2025. على المقياس الصناعي، تطلب إنتاج وتطوير دبابة ليوبارد 2 إي 2.6 مليون ساعة عمل، 9600 منها تمت في ألمانيا، وهي واحدة من أغلى دبابات ليوبارد 2 التي سبق وصُنعت. العقد الأصلي كان بميزانية قدرها 1910 مليون يورو لكن التكلفة الأخيرة كانت 2399 مليون يورو.

## مقارنة مع الدبابات الأخرى

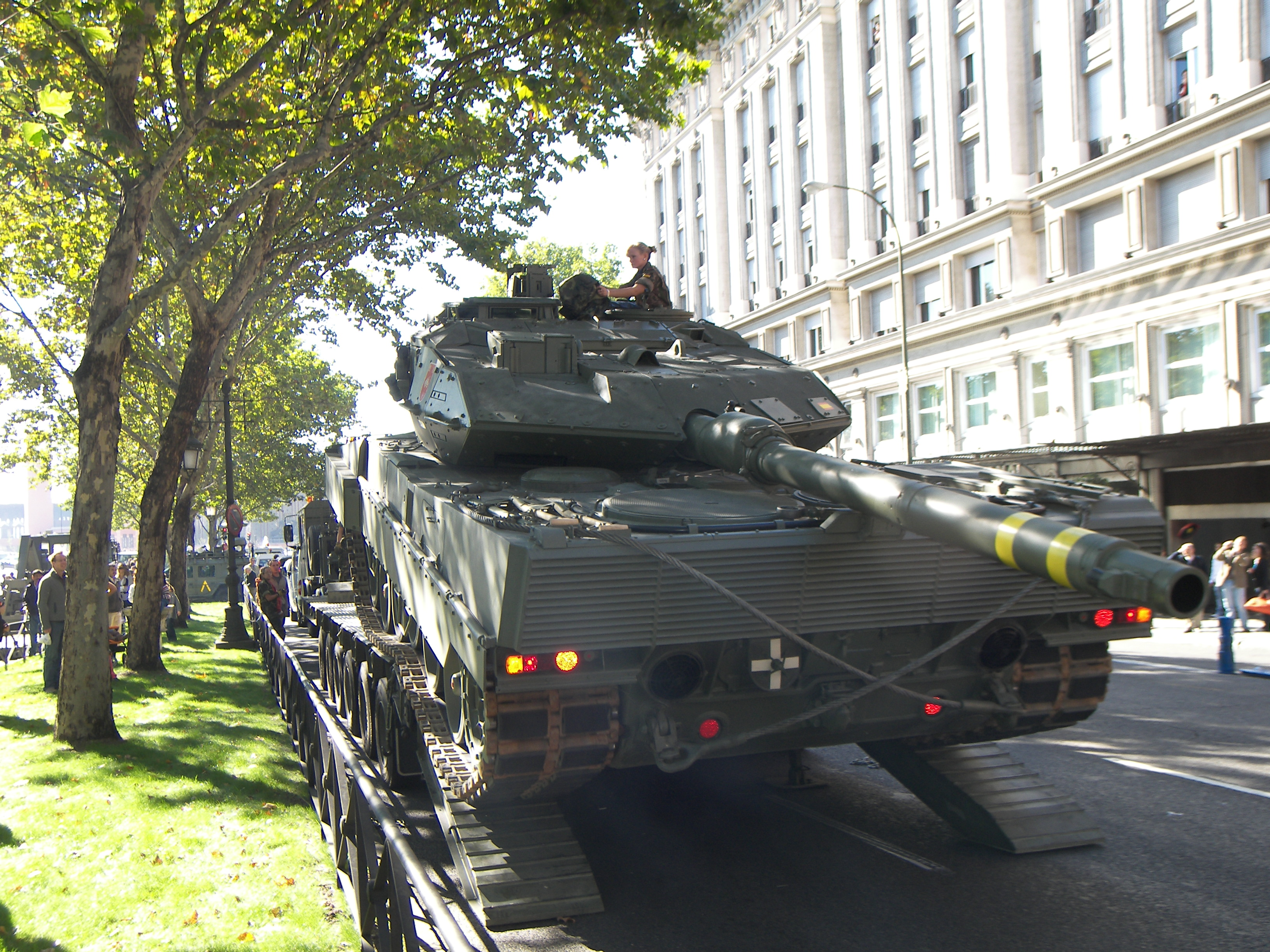
ليوبارد 2 إي تحمل على ناقلة للدبابات

استبدل الجيش الإسباني دبابات إم-60 باتون وأي أم أكس-30 أي بدبابات ليوبارد 2 ما بين عامي 1995 - 2008 مضيفاً تحسناً كبيراً بقدرته العسكرية.، سابقاً كان الجيش الإسباني مزوداً بدبابات إم - 47 باتون وإم - 48 باتون والتي طُوِّرت إلى دبابات إم - 60 باتون خلال فترة السبعينيات والثمانينيات، كلٌ من دبابتي ليوبارد 2 أي 4 وليوبارد 2 إي مزودة بمدفع أقوى بكثير من دبابات إم - 60 باتون وأي أم أكس - 30.
تملك دبابات ليوبارد 2 محرك بقوة 1500 حصان (1110 كيلوواط) معطياً طاقة أكبر من دبابات إم - 60 أي 3 التي لديها محرك بقوة 750 حصان (559.27 كيلوواط) وأي أم أكس - 30 إي أم 2 التي لديها محرك بقوة 850 حصان (633.84 كيلوواط). ومن ناحية أخرى، فإنَّ ليوبارد 2 تحمل قذائف أقل لكن قوتها أكبر  من قذائف إم - 60 أي 3.
|               | ليوبارد 2 إي                             | ليوبارد 2أي4                             | أم60 أي3                          | أي أم أكس-30إي أم2       |
| ------------- | ---------------------------------------- | ---------------------------------------- | --------------------------------- | ------------------------ |
| الوزن         | 63 طن (69.45 طن أمريكي)                  | 55 طن(60.63 طن أمريكي)                   | 55.6 طن(61.1 طن أمريكي)           | 36 طن(39.68 طن أمريكي)   |
| نوع المدفع    | 120 مم ل/55 أملس(4.72 إنش)               | 120 مم ل/44 أملس(4.72 إنش)               | 105 مم نوع أم68 حلزوني (4.13 إنش) | 105 مم حلزوني(4.13 إنش)  |
| الذخيرة       | 42 قذيفة                                 | 42 قذيفة                                 | 63 قذيفة                          | غير معروف                |
| مدى الدبابة   | 500 كـم (310 ميل)                        | 500 كـم (310 ميل)                        | 480 كـم (300 ميل)                 | 400 كـم (250 ميل)        |
| قوة المحرك    | 1500 حصان متري (1479 حصان،1103 كيلو واط) | 1500 حصان متري (1479 حصان،1,103 كيلوواط) | 750 حصان(559.27 كيلوواط)          | 850 حصان(633.84 كيلوواط) |
| السرعة القصوى | 68 كم/سا (42.25 ميل/سا)                  | 68 كم/سا (42.25 ميل/سا)                  | 48.28 كم/سا (30 ميل/سا)           | 65 كم/سا(40 ميل/سا)      |